# Сосіна Валентина Юріївна
Валенти́на Ю́ріївна Со́сіна — професор, кандидат педагогічних наук. Майстер спорту України з художньої гімнастики.

## З життєпису
Закінчила Львівський державний інститут фізичної культури (спеціальність «фізична культура і спорт»); по тому — Державний Центральний ордена Леніна інституту фізичної культури м. Москва (аспірантура). 1984 року захистила кандидатську дисертацію тема дисертації: "Навчання вправам з предметами в художній гімнастиці з урахуванням білатерального регулювання.
Викладає дисципліни: «хореографія в спорті»; «загальні основи теорії підготовки спортивного хореографа»; «реабілітаційно-відновлювальна підготовка в хореографії»; «теорія і практика акторської майстерності».
В 1976—1981 роках — викладач кафедри гімнастики; з 1984 по 1999 рік — викладач кафедри гімнастики. В 2007—2012 роках — викладач кафедри гімнастики. Від 2012 року — завідувачка кафедри хореографії та мистецтвознавства.
Напрямки наукових досліджень:
- хореографічне мистецтво
- спортивна хореографія
- теорія і методика спортивних видів гімнастики
- оздоровчі види гімнастики.

Як педагог підготувала трьох кандидатів наук з фізичного виховання і спорту.
В 1999—2007 роках працювала тренером-хореографом національної збірної команди Польщі зі спортивної гімнастики, готувала команду до двох Олімпійських ігор.
Має понад 100 наукових і науково-методичних публікацій, в тому чмслі 7 книг. Серед робіт — 
- «Аналіз виступів найсильніших спортсменок світу у групових вправах художньої гімнастики», співавторка Ленишин Вікторія Андріївна, 2014
- «Особливості суддівства групових і індивідуальних вправ художньої гімнастики», співавторка В. Ленишин, 2014
- «Зменшення рухової функціональної асиметрії у спортсменок збірної команди львівської області у групових вправах художньої гімнастики» співавторка В. Лениш, 2017
- «Дисципліна „реабілітаційно-відновлювальна підготовка в хореографії“ як складова змісту хореографічної освіти», співавторки В. А. Ленишин, Руда І. Є.,

З 2017 року є заступником голови підкомісії МОН України з розробки стандартів вищої освіти зі спеціальності «хореографія».